# Franjo Brkić
Franjo Brkić (Vodice kod Ljubuškoga, Hercegovina, 1937. - Promajna, Hrvatska, 29. kolovoza 2008.) je hrvatski književnik iz BiH. 
Pisao je pjesme.
Rodio se i živio u BiH, a od 1965. je živio u Švedskoj. Ondje je radio kao učitelj hrvatskog.
Surađivao je u nekim hrvatskim listovima, kao što je Hrvatsko slovo, gdje su mu bile objavljene neke pjesme.
Veselko Koroman je uvrstio dvije Brkićeve pjesme u svoju antologiju Hrvatsko pjesništvo Bosne i Hercegovine od Lovre Sitovića do danas.

## Djela
- Žeđ, zbirka pjesama, 1964.
- Čovjek u šalu, zbirka pjesama, 1990.
- Krikovi, zbirka pjesama, 2005.